# Sloboda

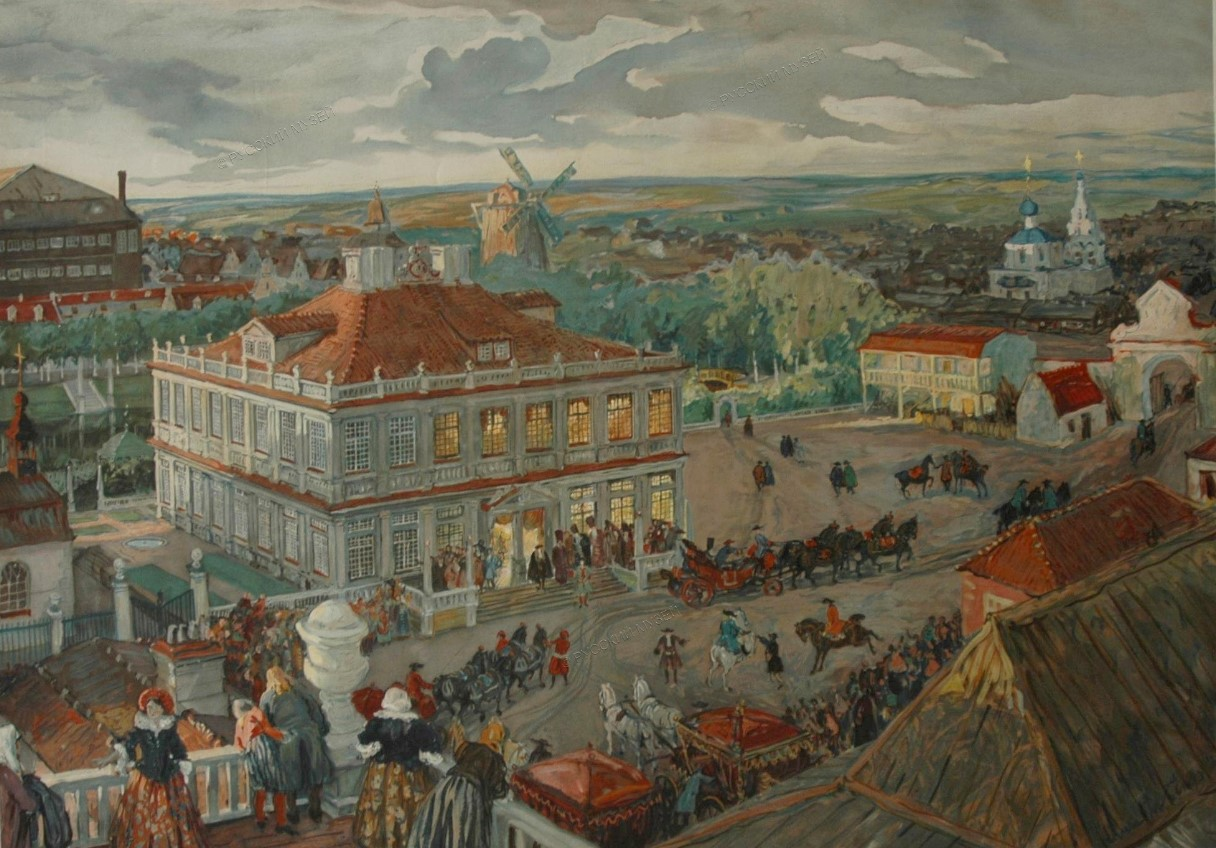
Duitse sloboda in de zeventiende eeuw in Moskou.

Een sloboda (Russisch: слобода, sloboda) was een soort nederzetting of een stadsdeel in de geschiedenis van Rusland, Oekraïne en Wit-Rusland. De naam is afgeleid van het vroeg-Slavische woord voor "vrijheid" en zou vrij kunnen worden vertaald als "vrije nederzetting".
De status van een sloboda varieerde van tijd tot tijd en van plaats tot plaats. Bewoners van een sloboda hoefden een aantal belastingen en heffingen niet te betalen vanwege uiteenlopende redenen, vandaar de naam. Veel sloboda's werden gevestigd in nieuwe kolonisatiegebieden. Vooral voor kozakken was vrijheid van belastingen een belangrijke reden om in sloboda's te wonen. Sommige sloboda's maakten onderdeel uit van een stad.
De soloboda's werden vaak bewoond door specifieke bevolkingsgroepen, zoals vreemdelingen (de Duitse sloboda in Moskou) of leden van een specifieke ambacht of beroepsgroep. 
In de eerste helft van de 18e eeuw werden deze privileges afgeschaft en werden sloboda's omgevormd tot gewone dorpen, sjtetls, pgt's of buitenwijken.
De naam "sloboda" is bewaard gebleven in verschillende namen van nederzettingen en stadsdelen. Sommige nederzettingen werden gewoon "sloboda", "slobodka" (verkleinwoord), "Slabodka" of "Slobidka" (Oekraïens) genoemd.